# Stéphane Poulhiès
Stéphane Poulhiès (Albi, 26 de juny de 1985) és un ciclista francès, que va debutar professionalment el 2006 i actualment a l'equip Armée de Terre. Del seu palmarès destaca la medalla d'argent als Jocs del Mediterrani de 2005.

## Palmarès
- 2005
  -  Medalla d'argent en la cursa en línia dels Jocs del Mediterrani
  - Vencedor d'una etapa al Triptyque des Monts et Châteaux
  - Vencedor d'una etapa a la Ronda de l'Isard d'Arieja
  - Vencedor d'una etapa al Tour de l'Haut-Anjou
- 2007
  - Vencedor d'una etapa al Tour de l'Avenir
- 2010
  - Vencedor d'una etapa al Tour de l'Ain
- 2011
  - Vencedor d'una etapa a l'Étoile de Bessèges
- 2012
  - Vencedor d'una etapa a l'Étoile de Bessèges
  - Vencedor d'una etapa a la Ruta del Sud
- 2015
  - 1r al Tour de Gironda i vencedor d'una etapa
  - Vencedor d'una etapa a la Kreiz Breizh Elites

## Resultats a la Volta a Espanya
- 2008. 128è de la classificació general
- 2013. 138è de la classificació general